# Tsjechisch bierfestival
Het Tsjechisch bierfestival (Tsjechisch: Český pivní festival) is het grootste bierfestival van Tsjechië. Het festival heeft sinds 2008 jaarlijks plaats in mei in Praag en duurt 17 dagen. Het wordt gezien als het Tsjechisch antwoord op het Duitse Oktoberfest.

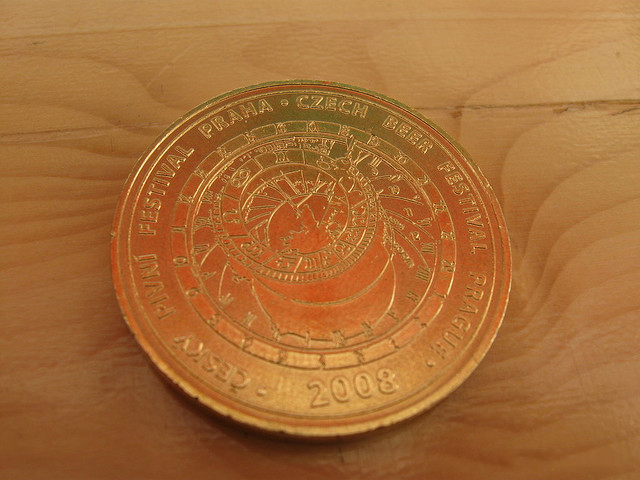
5 Tolar-munt, betaalmiddel voor eten en drinken

Tijdens het festival zijn een 120-tal verschillende bieren te verkrijgen. Het festival heeft een capaciteit van 10.000 plaatsen en tweehonderd medewerkers in traditionele Tsjechische klederdracht zorgen voor de bediening. Er dienen speciale “Tolar”-munten gekocht te worden om te betalen voor eten en drinken. Gedurende het festival zijn er ook muziekoptredens. Er worden jaarlijks circa 180.000 bezoekers verwelkomd.